# Can Ramonet (Amer)
Can Ramonet és una casa d'Amer (Selva) inclosa a l'Inventari del Patrimoni Arquitectònic de Catalunya.

## Descripció
Immoble de quatre plantes, entre mitgeres, cobert amb una teulada a dues aigües de vessants a façana. Està ubicat al costat esquerre del carrer Ludovico Pio.
La façana principal, que dona al carrer Ludovico Pio, està estructurada intèrnament en tres crugies. La planta baixa consta de tres obertures, a destacar especialment el portal d'accés rectangular equipat amb llinda monolítica de dimensions importants i muntants de pedra ben treballats i escairats. En la llinda es pot llegir la data de "1 5 9 7".
En el primer pis trobem tres obertures de similar tipologia, és a dir tres finestres rectangulars equipades amb llinda monolítica, muntants de pedra i ampit treballat. Sobre l'ampìt un petit ornament de ferro forjat de tall vegetal. Sota la finestra trobem la solució arquetípica, que consisteix en la disposició de dues o tres pedres, com a mesura de reforç en la sustentació de la pesant finestra.
En el segon pis s'observen tres obertures, dues de les quals són bastant irrellevants, ja que no han rebut cap tractament destacat. Trenca aquest ritme uniforme i monòton, la tercera finestra, ubicada a l'extrem esquerre i equipada amb llinda monolítica, muntants de pedra i ampit treballat. Sota l'ampit tornem a trobem la solució arquetípica, que consisteix en la disposició de dues o tres pedres, com a mesura de reforç en la sustentació de la pesant finestra.
Pel que fa al tercer pis, el qual exerciria de ben segur les tasques de golfes, trobem cinc obertures: dues d'arc de mig punt rebaixat al centre, intercalades per tres petites finestres quadrangulars. Totes cinc bastant irrellevants.
Remarcar, a mode d'apunt, que el material preponderant en les llindes, muntants i ampits de les diferents obertures, és la pedra, concretament la pedra sorrenca. Una tipologia de pedra molt més efímera i volàtil en comparació a la pedra nomolítica o pedra calcària de Girona, d'aparença i naturalesa més robusta.